# فرنسيسكو غارمنديا
فرنسيسكو غارمنديا (بالبشكنشية: Frantzisko Garmendia Aiestaran)‏ هو كاهن كاثوليكي أمريكي، ولد في 6 نوفمبر 1924 في لاثكانو في إسبانيا، وتوفي في 16 نوفمبر 2005 في نيويورك في الولايات المتحدة.